# 杜布羅維察

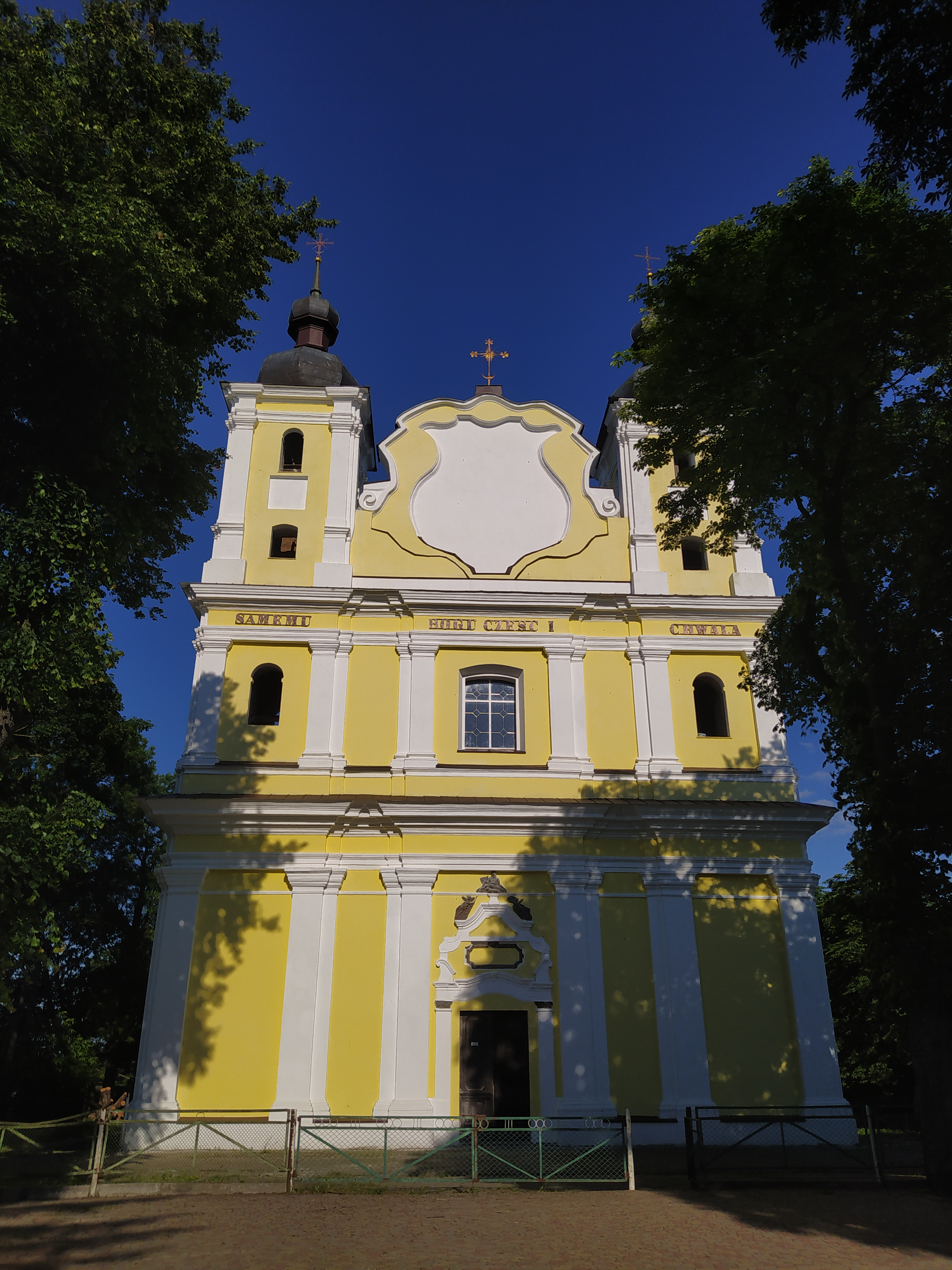

杜布羅維察（烏克蘭語：Дубровиця，羅馬化：Dubrovytsia）是烏克蘭西北部羅夫諾州薩爾內區杜布罗维察市镇内的城市及其行政中心。位於戈倫河畔，距離州府羅夫諾108公里，始建於1005年，面積58.7平方公里，2011年人口9,430。